# 山城地域コミュニティバス

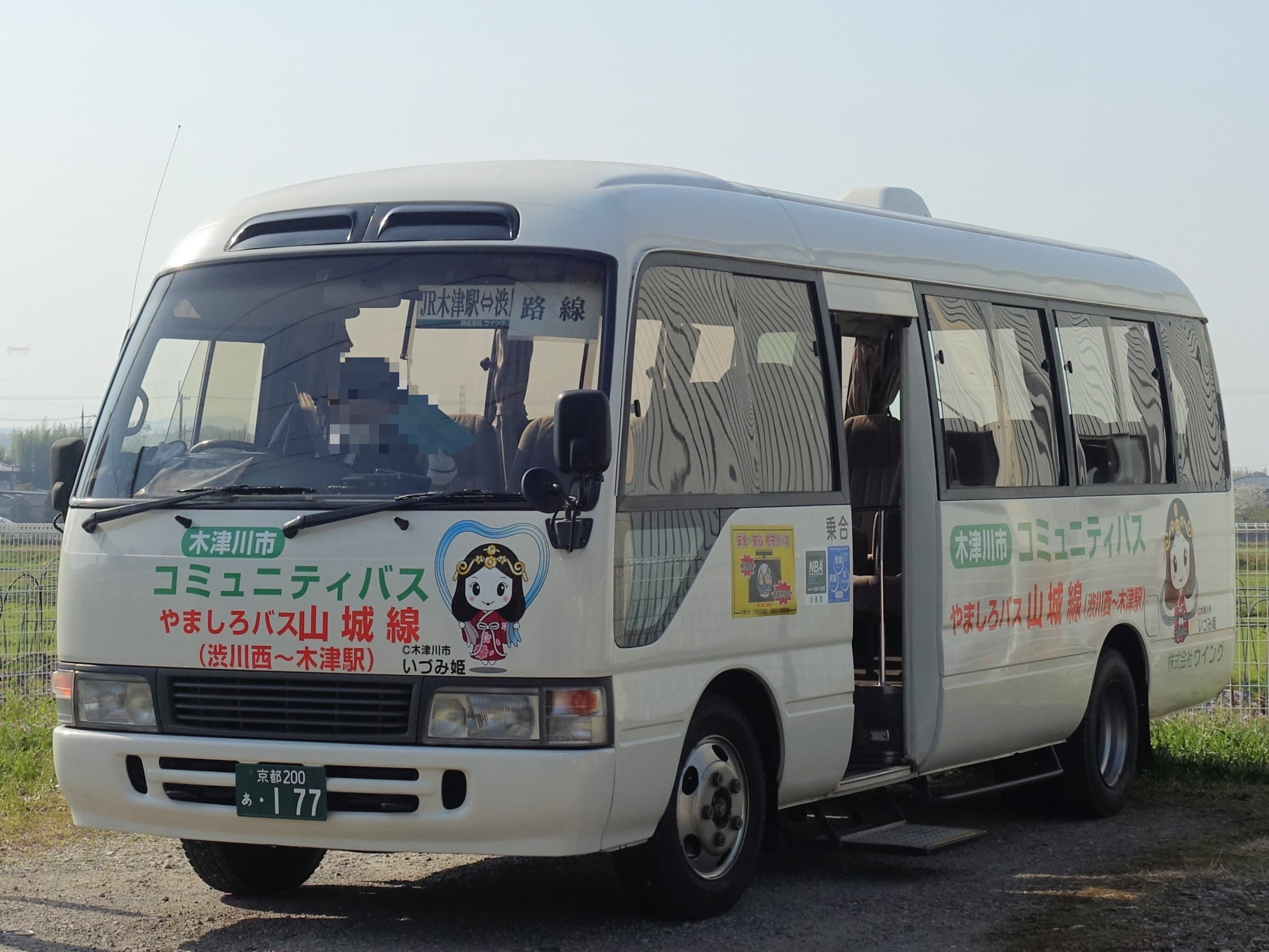
渋川西バス停に停車中の木津川市コミュニティバス山城線（2022年4月7日撮影）

山城地域コミュニティバス（やましろちいきコミュニティバス）は、京都府木津川市山城地域にて運行されているコミュニティバスである。

## 概要
- 木津川市の山城地域では、合併前の旧山城町から引き継いだ山城福祉バス（無料）を運行していたが、一般客が利用しにくい状況であることや北行きの便が神童子経由で遠回りになる所があるなどの課題を抱えていた。そこで、一般客が利用しやすくするように有償化や、系統分割による遠回りの解消などの再編を行って[1]、新たに「山城地域コミュニティバス」として実証運行を開始した。やましろバスという呼び名もある。
- 運賃は1回利用200円均一（小学生以下は100円）。1歳未満の乳児および、保護者同伴の未就学児1人までは無料。
  - 山城線と神童子線とを乗り継ぐ際には「乗継券」が発行される。
- 土曜・日曜・祝日及び年末年始（12月29日 - 1月3日）は運休。
- 神童子線は事前予約制の乗合タクシーになっている。利用者は発車時刻の1時間前までに電話予約要。
- 山城線はウイングに、神童子線は東洋タクシーに運行委託している。
- 棚倉駅、木津駅でJR線と連絡している。
- 木津駅できのつバスとも連絡している。

## 沿革
- 2008年11月4日 - コミュニティバスの社会実験運行開始[2]。
- 2009年4月1日 - 山城地域コミュニティバス実証運行開始[3]。
- 2018年3月19日 - 山城線の渋川 - 渋川西間の路線延長を行い、「渋川西」バス停が新設される[4]。

## 路線
2020年4月1日時点で以下の路線がある。 
山城線
平日運行　1日8便
- 渋川西 - 渋川 - 神ノ木 - 天神川 - 蟹満寺口 - 棚倉小学校 - 北平尾 - アスピアやましろ - 棚倉駅 - 平尾 - 南平尾 - 北河原 - やすらぎ苑 - 椿井大塚山古墳 - 椿井 - 山城中学校 - 上狛小学校 - 上狛 - 上狛駅口 - 泉大橋（木津駅行）／茶問屋街（渋川西行）-上狛南（渋川西行）‐木津（渋川西行）- 木津駅

神童子線
平日運行　定時制予約型乗合タクシー　1日8便
- やすらぎ苑 - 神童子口 - 神童子公民館